# Џон Кенеди Млађи
Џон Фицџералд Кенеди Млађи (енгл. John Fitzgerald Kennedy Jr.; Вашингтон, 25. новембар 1960 — Мартас Винјард, 16. јул 1999) био је амерички новинар, адвокат и издавач часописа.
Био је једини преживели син тадашњег председника Сједињених Америчких Држава — Џона Кенедија и Џеклин Кенеди Оназис. Године 1996, оженио се с Керолин Бизет, али никада није имао деце. Дана 16. јула 1999, заједно са супругом и њеном старијом сестром, погинуо је у авионској несрећи на малом авиону Piper PA-32R, којим је Џон сам управљао.